# Saint-Urbain (Finisterre)
Saint-Urbain (en bretó Lannurvan) és un municipi francès, situat a la regió de Bretanya, al departament de Finisterre. L'any 2006 tenia 1.385 habitants.

## Demografia
| 1962                                       | 1968 | 1975 | 1982  | 1990  | 1999  |
| ------------------------------------------ | ---- | ---- | ----- | ----- | ----- |
| 505                                        | 466  | 583  | 1.062 | 1.120 | 1.200 |
| Des de 1962: població sense dobles comptes |      |      |       |       |       |

## Administració
| Període   | Identitat         | Partit |
| --------- | ----------------- | ------ |
| 1989-2008 | René Tréguer      | PS     |
| 2008-     | Jean-Louis Vignon |        |